# Perilestes gracillimus
Perilestes gracillimus – gatunek ważki z rodziny Perilestidae. Występuje na terenie Ameryki Południowej.